# رود دسه آدو
رود دسه آدو (به اسپانیایی: Rio Desaedo) رودی در استان سانتا کروس آرژانتین است.
این رود از دریاچه بوئنوس آیرس در شمال غربی استان و از ارتفاعات آند سرچشمه می‌گیرد و پس از طی ۶۱۵ کیلومتر به سوی جنوب شرقی، به اقیانوس اطلس می‌ریزد.
شاخه‌های مهم آن، رود پینتوراس و رود فنیکس می‌باشند.
از آب این رود در مسیرش، برای آبیاری مزارع بهره‌برداری می‌شود.